# マンフレッド・マンズ・アース・バンド
マンフレッド・マンズ・アース・バンド（Manfred Mann's Earth Band）は、イングランド出身のロックバンド。
南アフリカ出身の鍵盤奏者マンフレッド・マンが、「マンフレッド・マン (バンド)」「マンフレッド・マン・チャプター・スリー」を経て設立した、三番目のリーダーバンドとして知られる。

## 概要・略歴

### プログレッシブ・ロック期（1971年 - 1975年）
1960年代、南アフリカ共和国出身のオルガニスト マンフレッド・マンは英国に渡り、ブリティッシュビート・バンド「マンフレッド・マン (バンド)」や、ジャズ・ロックバンド「マンフレッド・マン・チャプター・スリー」を結成して活動。
チャプターIII解散後の1971年、マンフレッドはミック・ロジャース(ギター、ボーカル)、コリン・パッテンデン(ベース)、クリス・スレイド(ドラム)と新たなバンドを始める。当初はかつてのバンド名「マンフレッド・マン (バンド)」や、単に「アースバンド」と名乗っていたが、1stアルバム『マンフレッド・マンズ・アース・バンド』(1972年）でデビューした頃に、両方を取り入れた現行名で確定した。
音楽性は、当時まだ普及し始めたばかりの電子鍵盤「モーグ・シンセサイザー」を駆使したプログレッシブ・ロックを展開。当初はアレンジしたカバー曲も含み、特にボブ・ディランの楽曲を好んで採用していた。コンスタントにリリースを重ね、6thアルバム『Nightingales & Bombers』(1975年）の期間までが最もプログレハード色が濃かった。

### ポピュラー化 - 以降（1975年 - 現在）
1975年、ボーカルも兼任していたミック・ロジャースが脱退。後任には当初、スコーピオンズに在籍していたウリ・ジョン・ロートにオファーをするも様々な事情により断念。代わりにクリス・トンプソン(ボーカル)、デイヴ・フレット(ギター)の専任プレイヤーが加入して5人編成となり、ここからポピュラー色も加味した路線に移行する。
最初の7thアルバム『静かなる叫び』(1976年）が、バンドにとって初めて全米チャート上位に食い込み、シングルカットしたブルース・スプリングスティーンのカバー曲「光に目もくらみ」が全米1位を獲得する。
その後更にポピュラー化が進み、1980年代には当時の流行に沿ったAOR的サウンドに変化していった。一方で、アフリカの民族音楽を意識した11thアルバム『サムホエア・イン・アフリカ』(1983年）といった異色作も残している。同年からミック・ロジャースが復帰。
1990年代以降は、作品のリリース自体が減少したものの、往年のメンバーも出入りしながらライブ活動を続けている。

## ギャラリー

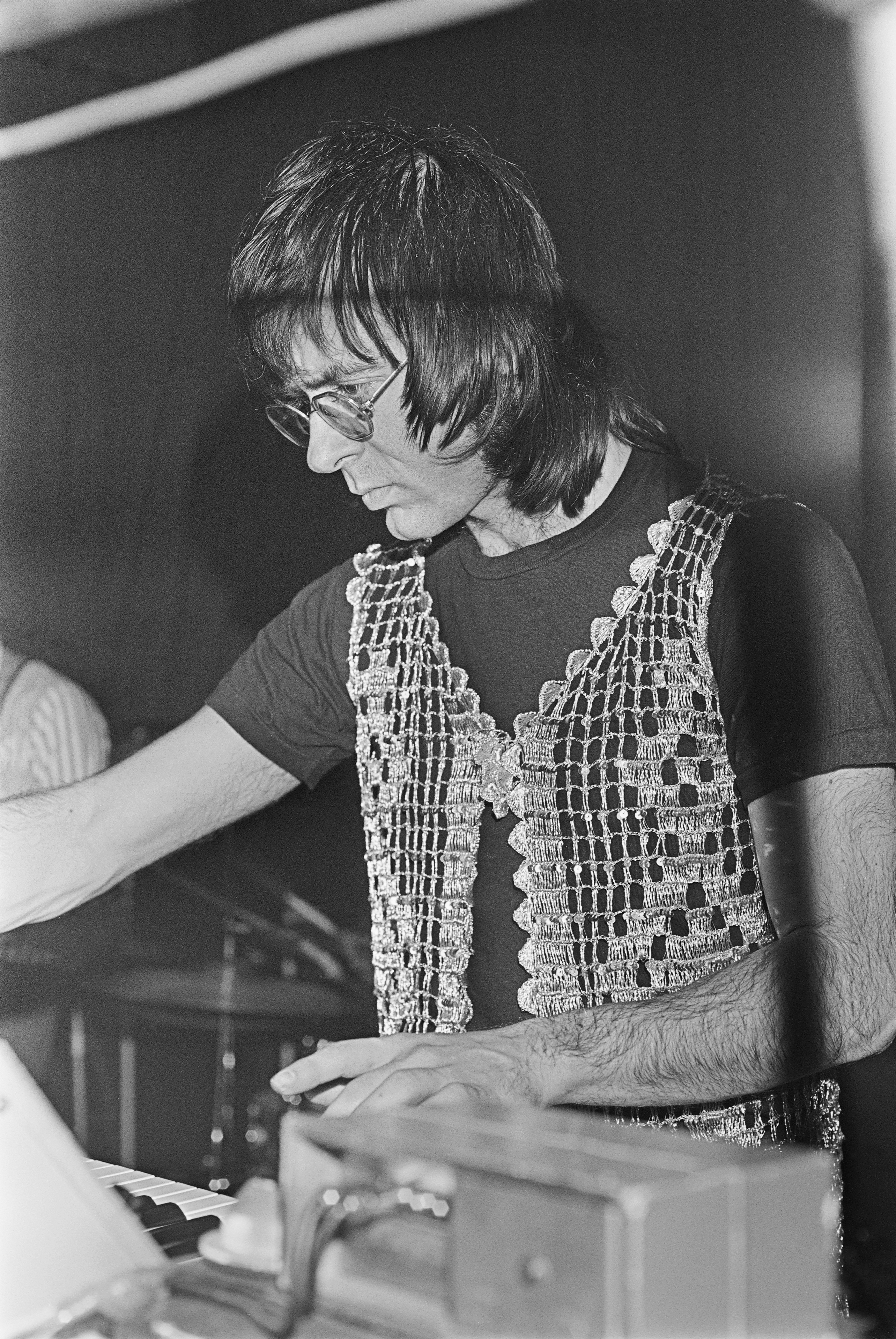
マンフレッド・マン（1973年）
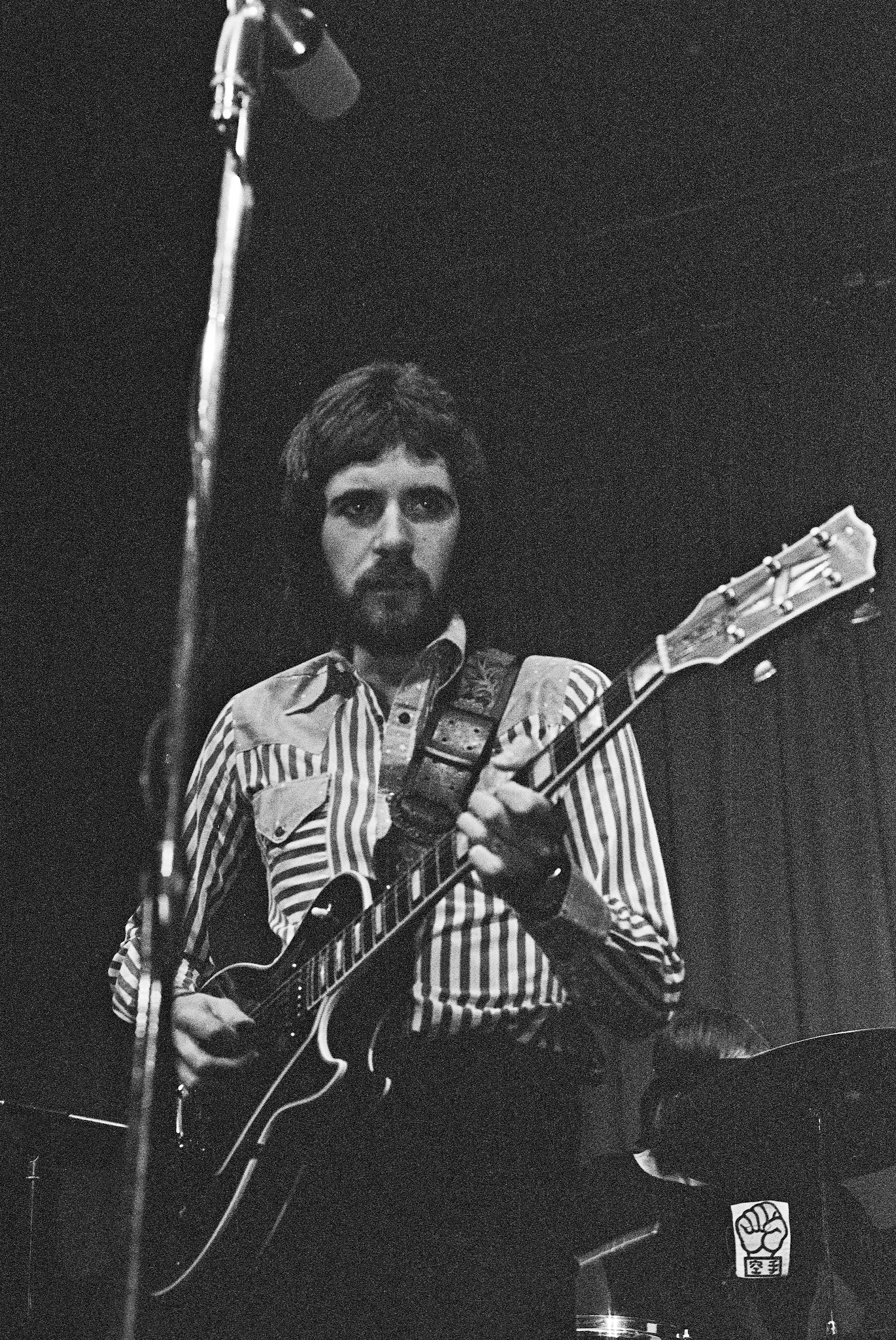
ミック・ロジャース（1973年）
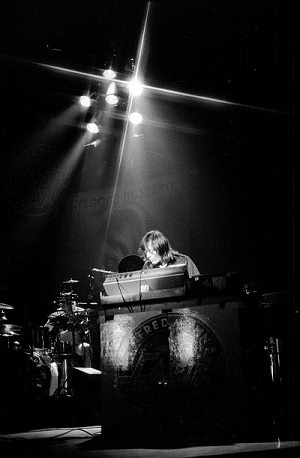
ノルウェー・オスロ公演（1976年10月）
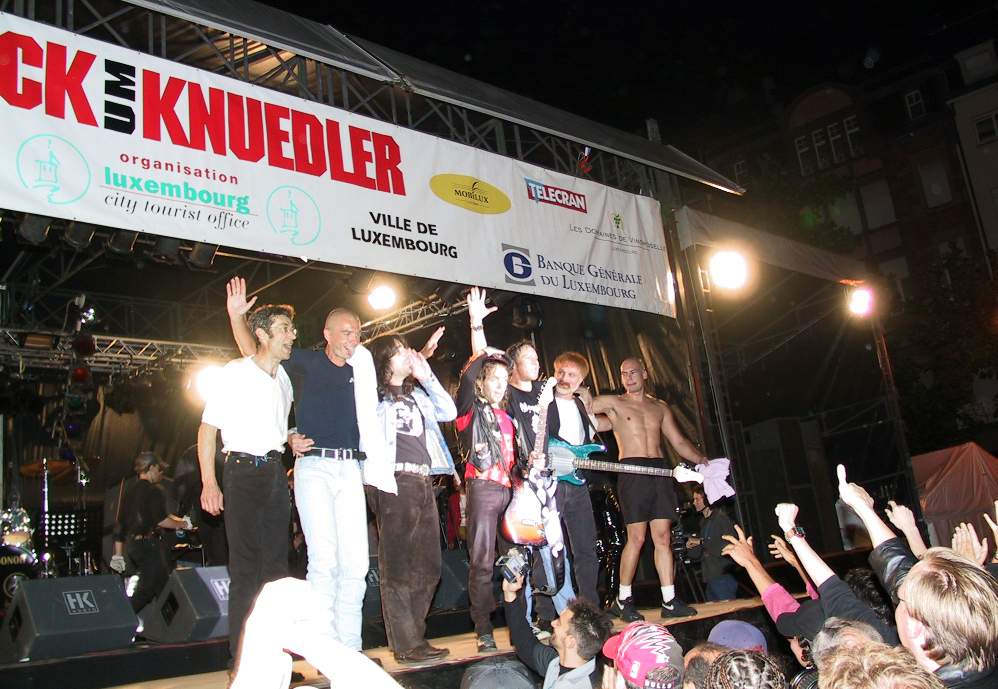
2001年のグループショット
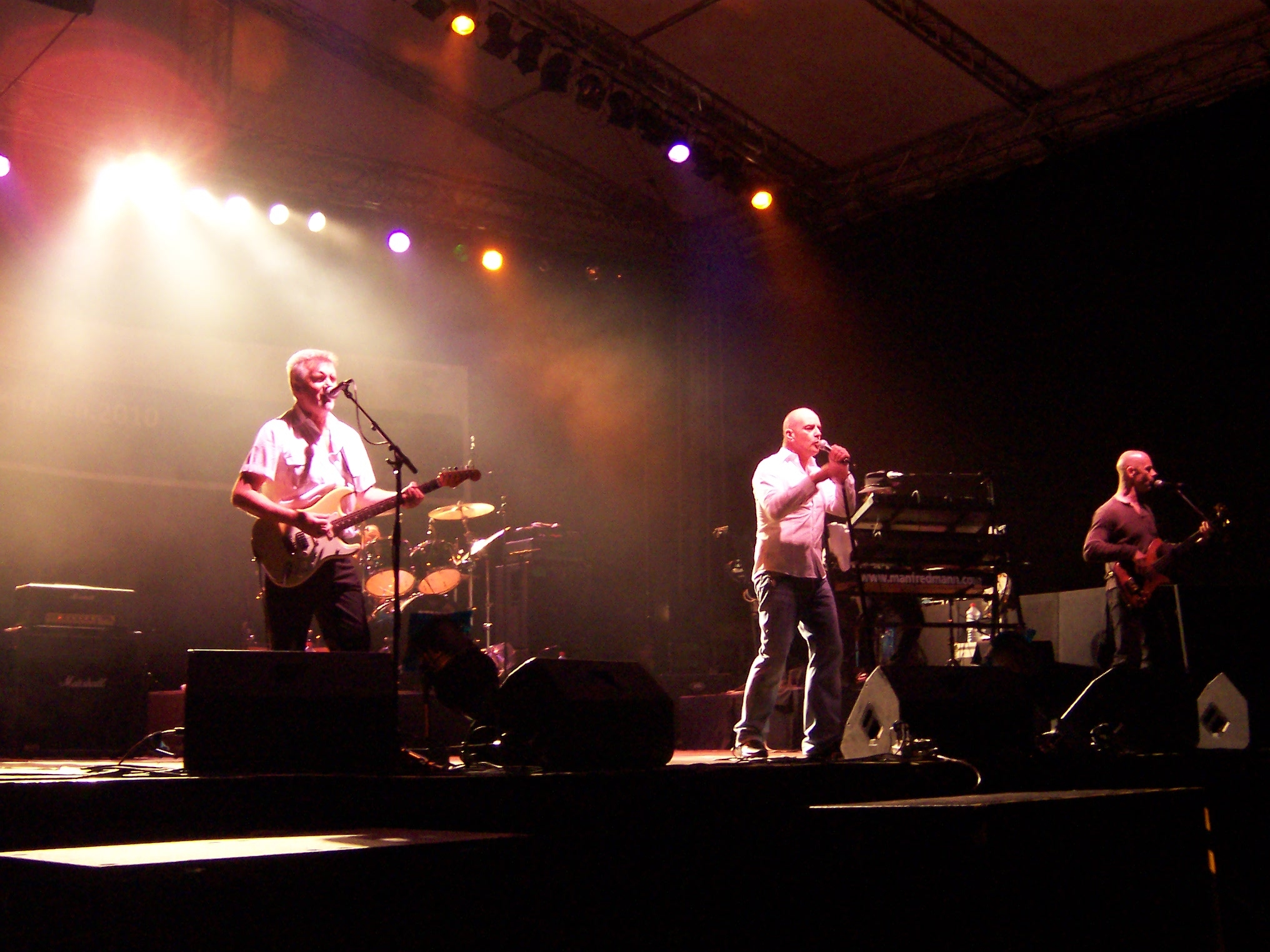
ドイツ・ゲルゼンキルヒェン公演（2010年6月）
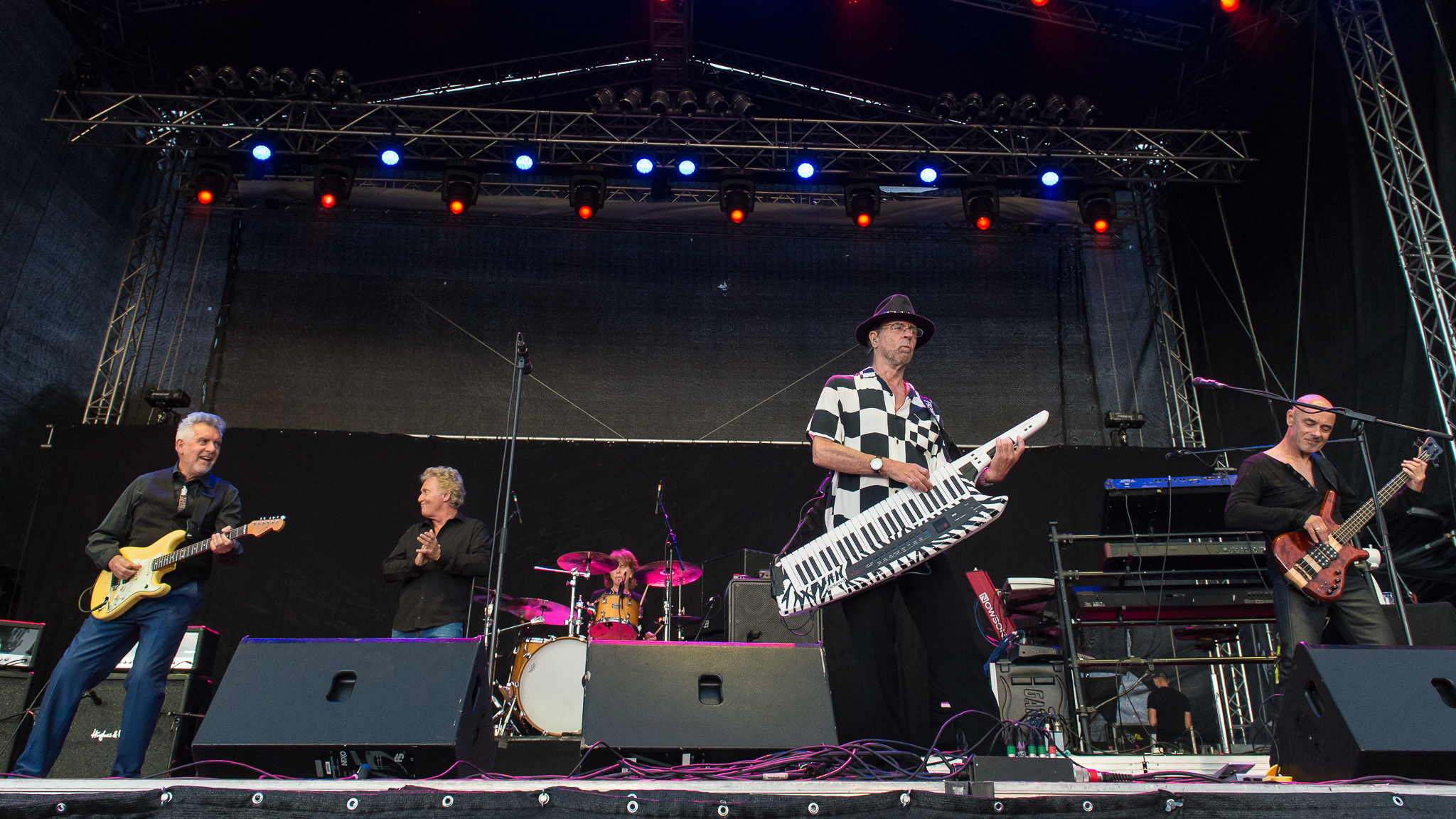
ドイツ・フランケン公演（2016年8月）
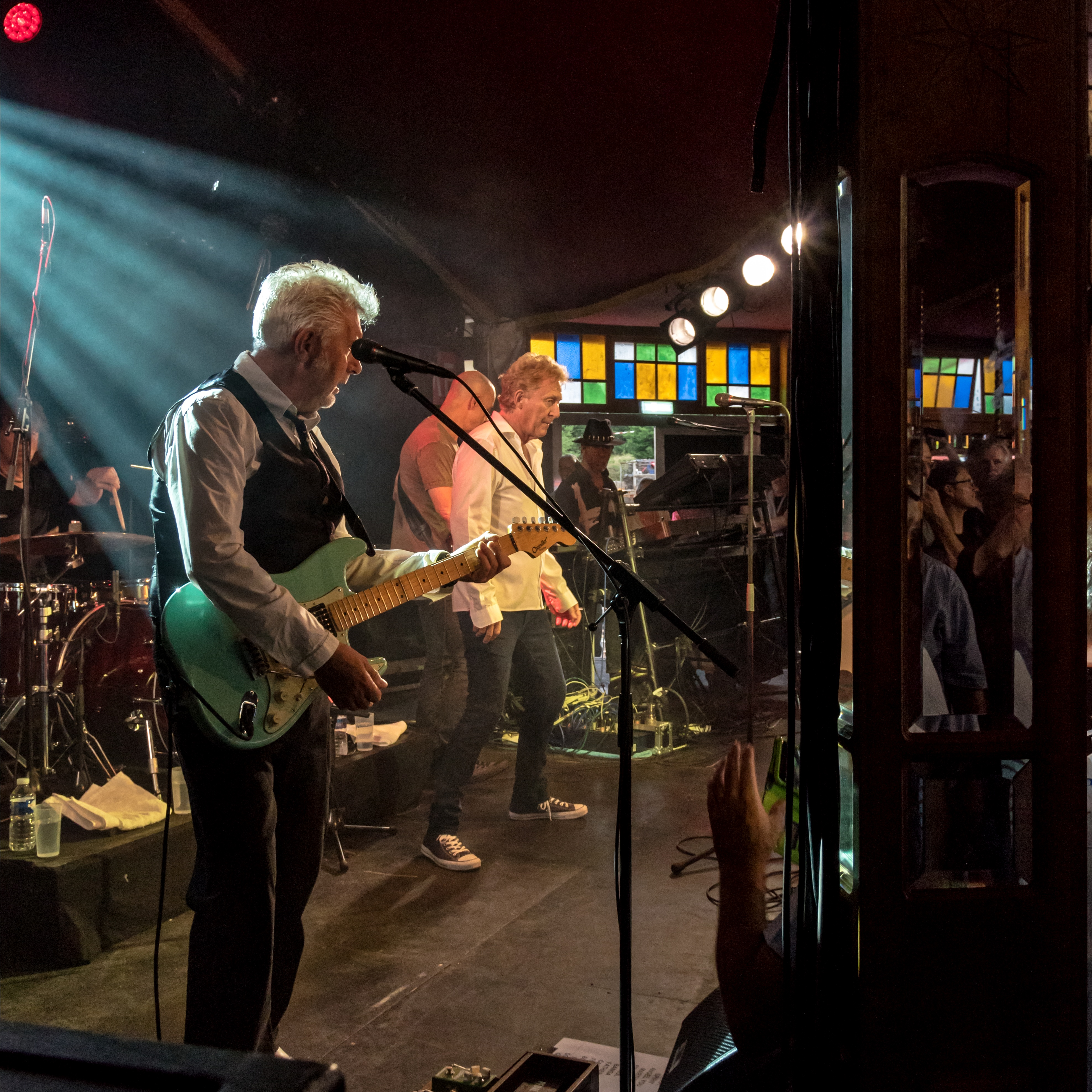
ドイツ・フライブルク公演（2017年7月）

## メンバー

### 現ラインナップ
- マンフレッド・マン (Manfred Mann) - キーボード (1971年- )
- ミック・ロジャース (Mick Rogers) - ギター、ボーカル (1971年-1975年、1983年- )
- ロバート・ハート (Robert Hart) - ボーカル (2011年- )
- スティーヴ・キンチ (Steve Kinch) - ベース (1991年- )
- ジョン・リングウッド (John Lingwood) - ドラムス (1979年-1987年、2016年- )

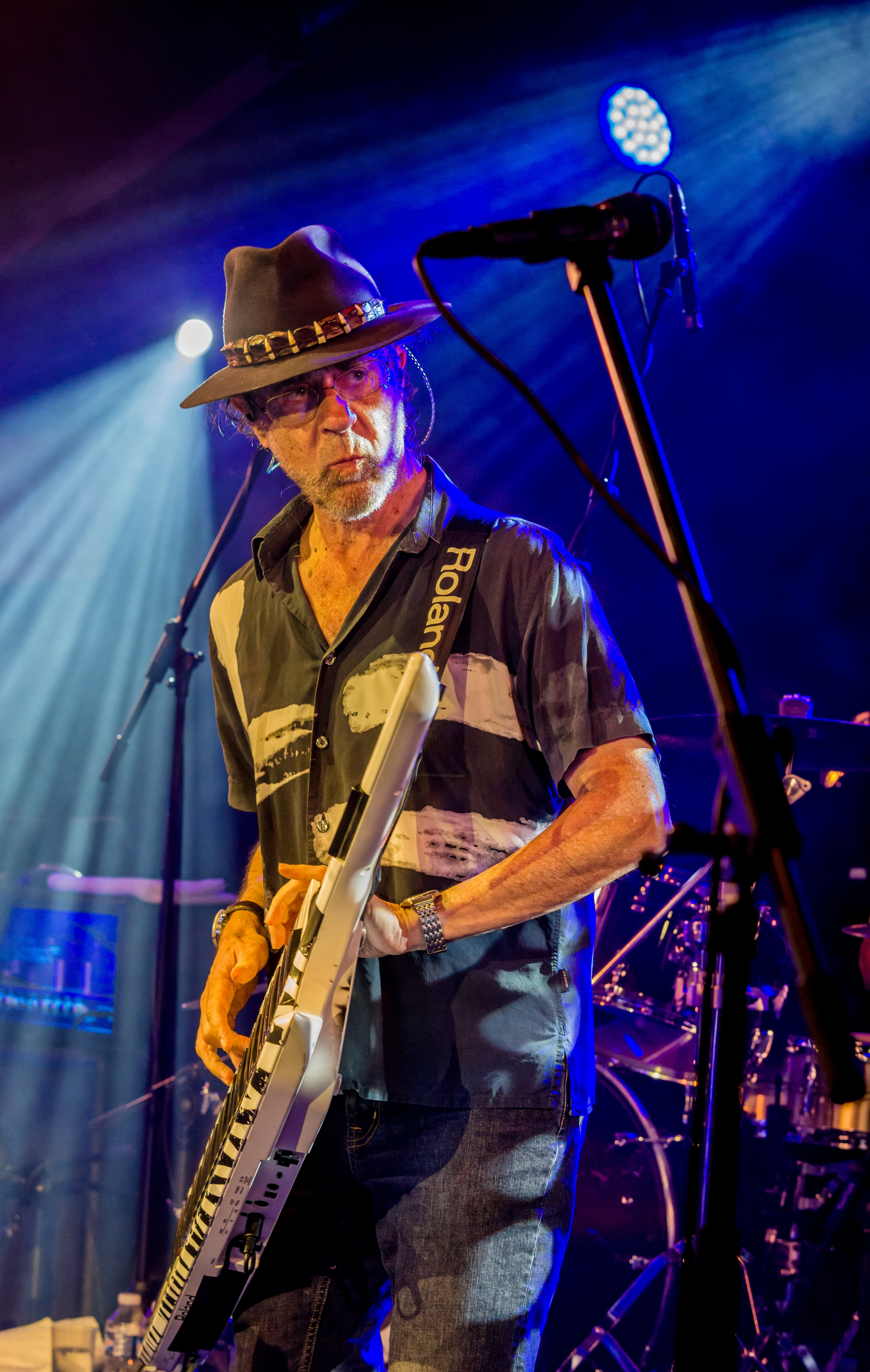
マンフレッド・マン(Key) 2017年
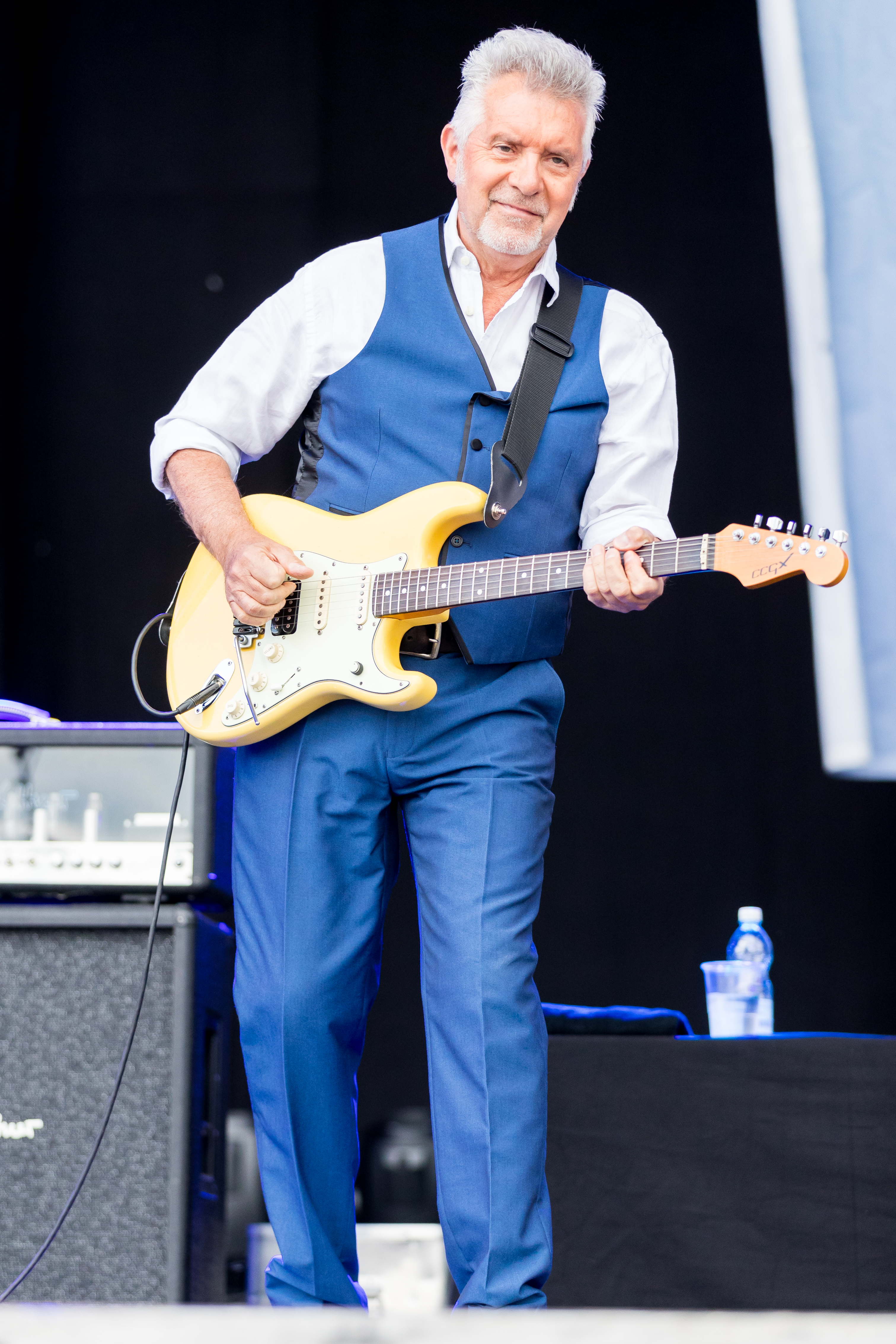
ミック・ロジャース(G) 2018年
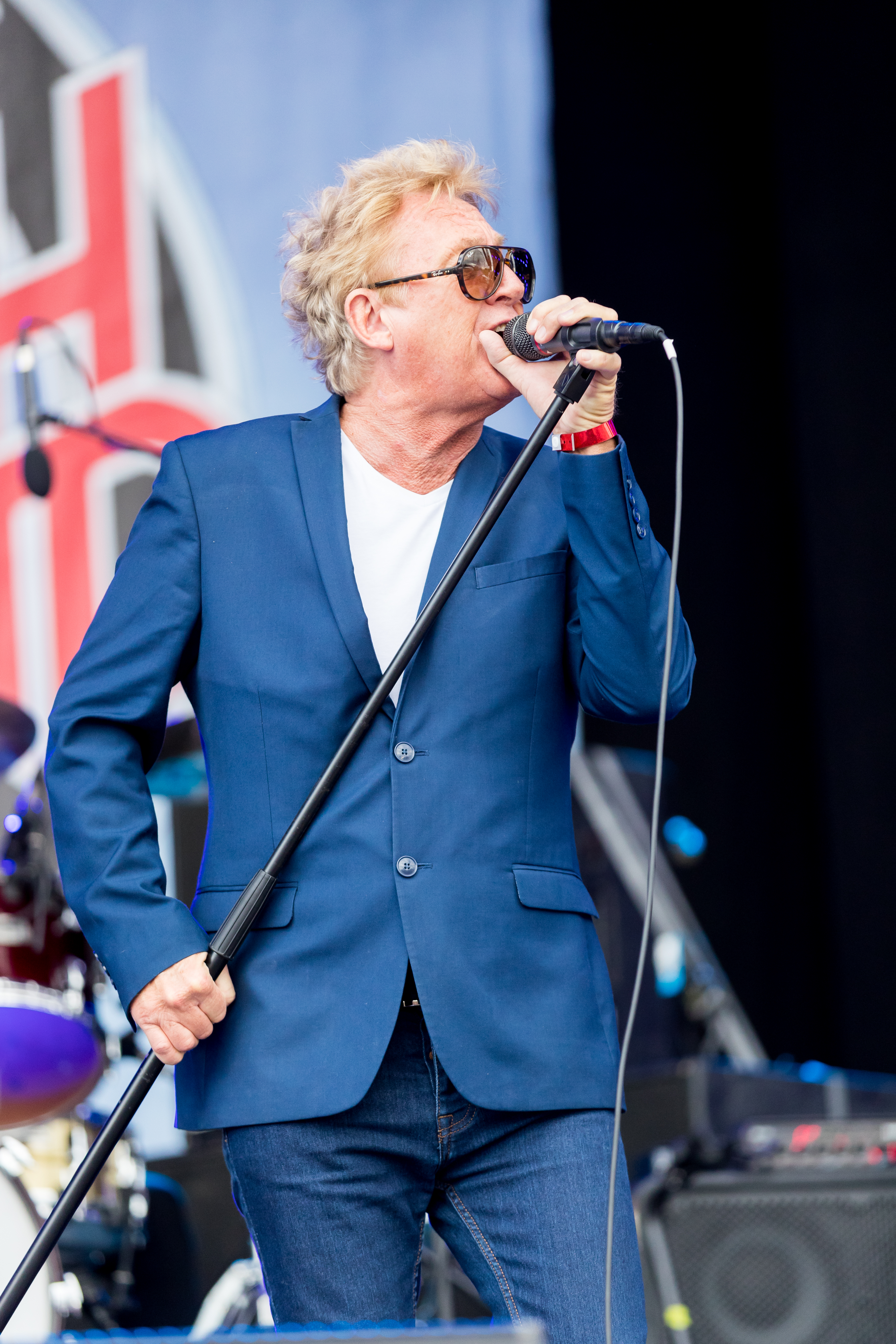
ロバート・ハート(Vo) 2018年
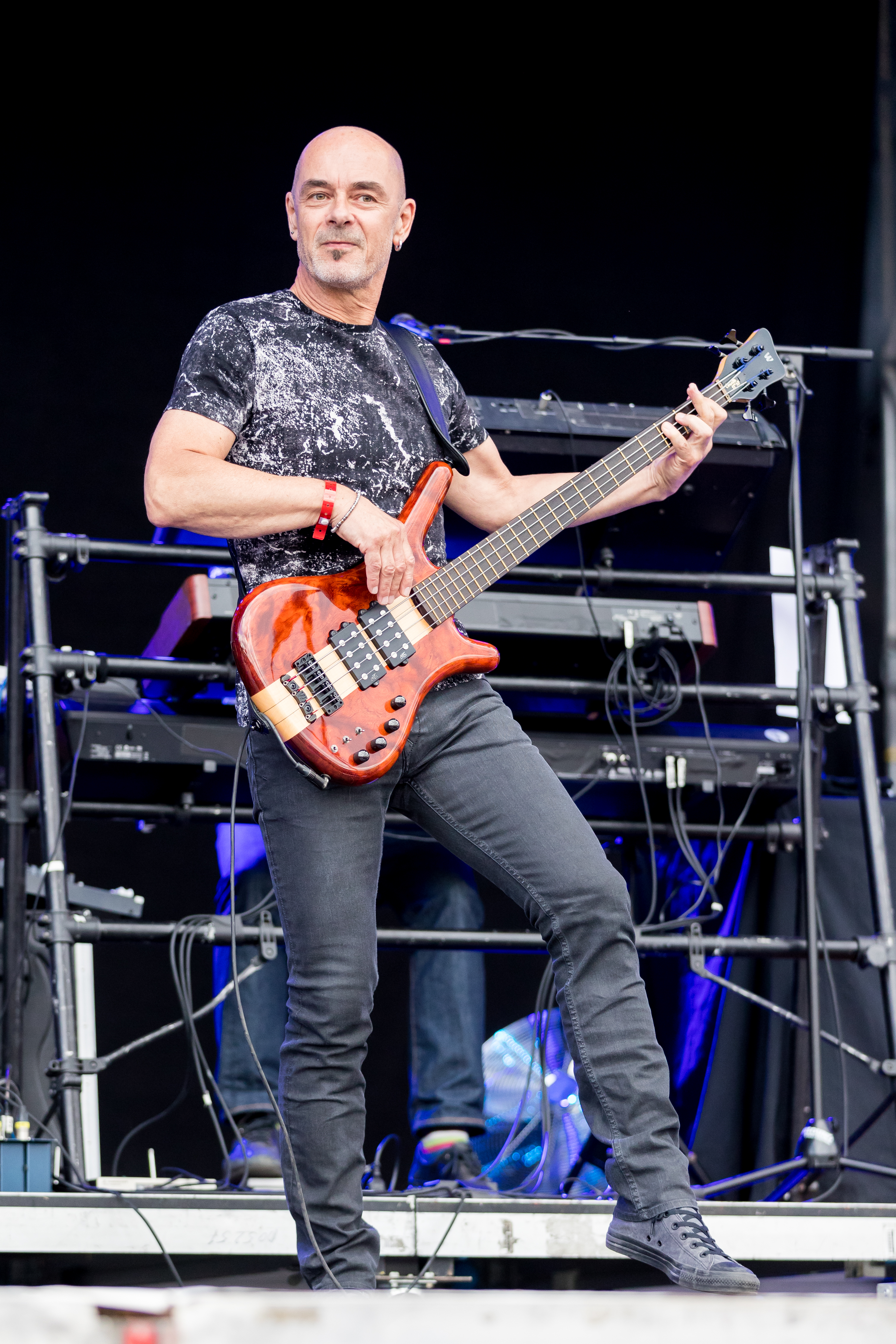
スティーヴ・キンチ(B) 2018年
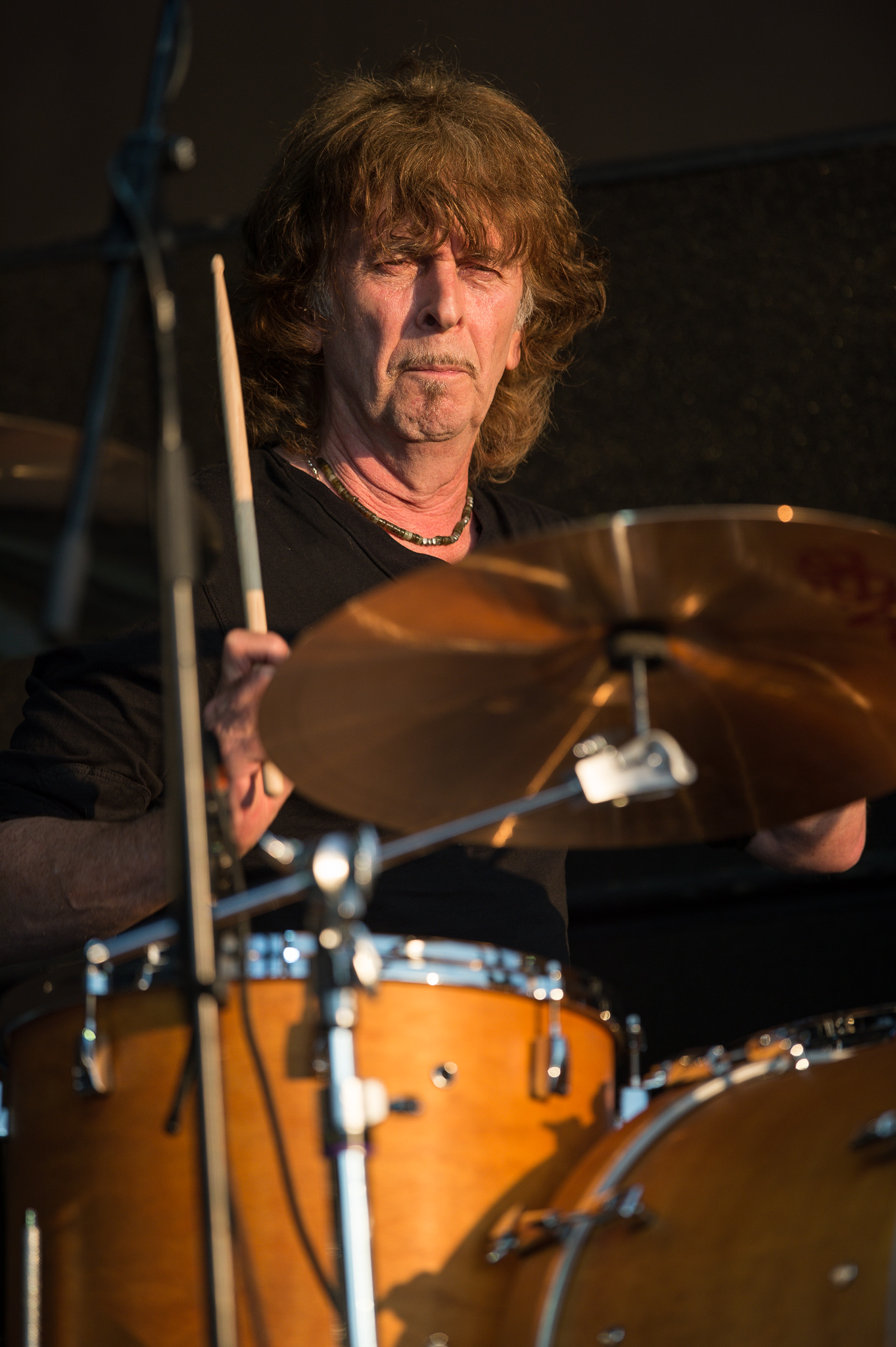
ジョン・リングウッド(Ds) 2016年

### 旧メンバー
- クリス・スレイド (Chris Slade) - ドラムス (1971年-1978年)
- コリン・パッテンデン (Colin Pattenden) - ベース (1971年-1977年)
- クリス・トンプソン (Chris Thompson) - ボーカル、ギター (1975年-1986年、1996年-1999年、2004年)
- デイヴ・フレット (Dave Flett) - ギター (1975年-1978年)
- パット・キング (Pat King) - ベース (1977年-1981年、1991年-2013年)
- スティーヴ・ウォーラー (Steve Waller) - ギター (1979年-1983年)　♰RIP.2000年
- ジェフ・ブリットン (Geoff Britton) - ドラムス (1979年)
- トレヴァー・ラビン (Trevor Rabin) - ギター (1980年-1981年、1984年)
- マット・アーヴィング (Matt Irving) - ベース (1982年-1983年)
- ショナ・レイン (Shona Laing) - ボーカル (1983年)
- ノエル・マッカーラ (Noel McCalla) - ボーカル (1980年-1983年、1991年-2009年、2010年)
- クライヴ・バンカー (Clive Bunker) - ドラムス (1991年-1996年)
- ジョン・トロッター (John Trotter) - ドラムス (1996年-2000年)
- リチャード・マルカンジェロ (Richard Marcangelo) - ドラムス (2000年-2002年)
- ピート・メイ (Pete May) - ドラムス (2002年)
- ジェフ・ダン (Geoff Dunn) - ドラムス (2002年-2007年)
- ジミー・コープリー (Jimmy Copley) - ドラムス (2007年-2015年)　♰RIP.2017年
- ピーター・コックス (Peter Cox) - ボーカル (2009年-2010年)

## ディスコグラフィ

### スタジオ・アルバム
- 『マンフレッド・マンズ・アース・バンド』 - Manfred Mann's Earth Band (1972年)
- 『グローリファイド・マグニファイド』 - Glorified Magnified (1972年)
- 『メッシン』 - Messin' (1973年)
- 『太陽の化身』 - Solar Fire (1973年)
- 『ザ・グッド・アース』 - The Good Earth (1974年)
- 『ナイチンゲールとボンバーズ』 - Nightingales & Bombers (1975年)
- 『静かなる叫び』 - The Roaring Silence (1976年)
- 『ウォッチ』 - Watch (1978年)
- 『エンジェル・ステーション』 - Angel Station (1979年)
- 『チャンス』 - Chance (1980年)
- 『サムホエア・イン・アフリカ』 - Somewhere in Afrika (1983年)
- 『クリミナル・タンゴ』 - Criminal Tango (1986年)
- Masque (1987年)
- Soft Vengeance (1996年)
- 2006 (2004年)

### ライブ・アルバム
- 『ブダペスト・ライヴ』 - Budapest Live (1984年)
- Mann Alive (1998年)
- Bootleg Archives: Volumes 1–5 (2009年)
- Bootleg Archives: Volumes 6–10 (2017年)
- 『ラジオ・デイズ VOL.4 ライヴ・アット・ザBBC 70-73』 - Radio Days Vol 4: Live At The BBC 70-73 (2019年)